# 함열 단층
함열 단층(咸悅 斷層, Hamyeol Fault)은 대한민국 전북특별자치도 익산시에서 군산시를 지나 부안군까지 북동-남서 방향의 단층이며 2024년 부안 지진을 일으킨 것으로 추정되는 단층이다. 함열 단층은 부여 분지의 남동쪽 경계를 이루는 단층이다. 익산시 북서부 함라면에서 군산시 임피면, 김제시 서부 등을 지나 부안군까지 연장된다. 지질도 상에 표시된 연장은 60 km 에 달한다. 이 단층은 동쪽에는 쥬라기의 화강암류와 서쪽의 경기변성암을 구획하며 발달하고, 거의 수직단층으로 백악기 분지인 부여분지의 남쪽을 경계 짓는 좌수향의 경계단층이다. 이 단층은 위 사진에서 보듯이 익산시 용안면-함라산 지역에서 위성 사진으로도 보이는 뚜렷한 선형 구조를 발달시키고 있다.

## 지질
함열 단층의 존재는 한국지질자원연구원의 1:5만 지질도 이리 지질도폭(2012)과 부안 지질도폭(2013)에서 보고되었다.

### 부여 분지
부여 분지(Buyeo Basin)는 한반도 내 옥천 습곡대의 북서쪽 경계에 위치한 주향이동 분지이다. 이 분지의 북서부와 남동부는 각각 십자가 단층과 함열 단층으로 경계 지어진다. 부여 분지는 십자가 단층과 함열 단층의 운동에 의해 형성된 중생대 백악기의 주향이동 분지이다. 지층의 두께는 2.5 km에 달하며 최대 11 km의 연장과 4 km의 폭으로 30 km2에 달하는 면적을 점유하고 있다. 분지의 북서쪽에는 십자가 단층, 남동쪽에는 함열 단층이 존재해 부여 분지의 경계를 형성한다. 부여 분지는 분지 형성을 주도한 인장형 주향 이동 운동, 분지의 충전과 확장, 분지 내 퇴적물의 습곡 작용과 융기를 야기한 압축형 주향 이동운동의 순서로 진화 과정을 겪었다.

### 익산시,군산시
이리 지질도폭(2012)에 의하면 함열 단층이 연장될 것으로 보이는 지역에는 넓은 평야지대가 발달하여 명확한 단층의 증거는 발견하기 어려워 쥐라기의 복운모 화강암과 원생대의 변성퇴적암의 경계를 따라서 추정 단층(inferred fault)으로 표시하였다. 1:5만 지질도에서는 군산시 서수면에서 임피면, 김제시 청하면, 만경읍까지 이어지는 추정 단층(inferred fault)으로 표기되어 있다.
부안 지질도폭(2013)에 의하면 부안군 동진면과 부안읍 일대의 북동-남서 방향은 원래 부여 분지의 남동측 경계인 함열 단층의 연장에 해당한다. 부안 지질도폭 지역에서 단층의 노두를 확인하기 어려우나 단층을 경계로 북측에는 중생대 쥐라기의 흑운모 화강암(Jbgr)이, 남측에는 복운모 화강암(Jtmgr)이 분포한다 부여 분지 지역에서는 백악기의 단층 운동만을 보여주고 있으나 부안 및 김제도폭 지역에서는 보다 고기(古期)의 단층운동이 있었을 것으로 추정된다.

## 2024년 부안 지진
2024년 부안 지진은 함열 단층에서 가까운 곳에서 발생했다. 다만 함열 단층은 이번 지진의 진앙과 거리가 다소 떨어진 만큼, 2016년 경주 지진 때처럼 숨어있던 단층에서 지진이 났을 가능성도 있다.

## 같이 보기
- 부여 분지
- 한국의 지진
- 한국의 지진 목록
- 2023년 경주 지진
- 군산시의 지질
- 익산시의 지질
- 부안군의 지질
- 한국의 단층